# Stress
Stress bezeichnet in der Medizin und Psychologie zum einen durch innere und äußere Reize (Stressoren) hervorgerufene psychische und physische Reaktionen bei Lebewesen, die zur Bewältigung besonderer Anforderungen befähigen, und zum anderen die dadurch entstehende körperliche und geistige Belastung.

## Etymologie
Der von Walter Cannon geschaffene und von Hans Selye in neuem Sinn übernommene Begriff geht zurück auf englisch stress für ‚Druck, Belastung, Anspannung‘; von lateinisch stringere ‚anspannen‘.

## Allgemeines
Nach dem aktuellen Allostase-Konzept kommt Stress vor allem eine zentrale Bedeutung dafür zu, sich physisch und psychisch an sich verändernde Umweltbedingungen anzupassen. Stress kann auch eine evolutive Wirkung haben mit der Folge, dass Belastungen besser ertragen oder letztlich durch eine entsprechende Stresstoleranz neutralisiert werden. Somit kann Stress durch Selektionsvorteile einzelner Individuen Adaptation und letztlich Artbildung bewirken. Durch genetische Fixierung von Merkmalen, welche Selektionsvorteile bewirken, können sich bestimmte erbliche Eigenschaften evolutiv durchsetzen. Beispiele solcher Eigenschaften sind Sukkulenz bei Pflanzen in Trockengebieten oder Sichelzellenanämie bei Menschen in Malariagebieten.
Der Begriff Stress wurde erstmals von Walter Cannon (1914, zitiert nach Lazarus & Folkman, 1984) in Bezug auf Alarmsituationen verwendet (Fight-or-flight). Basierend auf diesen Arbeiten formulierte Hans Selye (1936, zitiert nach Lazarus & Folkman, 1984) Stress als körperlichen Zustand unter Belastung, welcher durch Anspannung und Widerstand gegen äußere Stimuli (Stressoren) gekennzeichnet sei – das generelle Adaptationssyndrom (GAS). Hans Selye hatte den Begriff aus der Physik entlehnt, um die „unspezifische Reaktion des Körpers auf jegliche Anforderung“ zu benennen. Stress bezeichnet in der Werkstoffkunde die Veränderung eines Materials durch äußere Krafteinwirkung: Es folgen Anspannung, Verzerrung und Verbiegung.
Mit der kognitiven Wende wurde der Bewertung (Appraisal) und der Stress-Bewältigung (Coping) von psychologischem Stress eine zentrale Rolle zugewiesen (Lazarus und Folkman, 1984). Es gibt bis heute keine Einigung auf eine Definition und eine konzeptionelle Operationalisierung von Stress (Kahn und Byosiere, 1992). Je nach Konzeptualisierung des Begriffs Stress existiert eine Vielzahl von Definitionsversuchen (Väänänen u. a., in press).
Das Auftreten von Stress bedarf jedenfalls einer sinnlichen Wahrnehmung des stress-auslösenden Reizes sowie einer nervlichen Weiterleitung eines solchen Reizes an eine reizverarbeitende Region des Körpers. Begleiterscheinung auf biochemischer Ebene ist dabei meist die Ausschüttung von Stresshormonen und anderen Sekreten aus Drüsen.

## Grundlagen
Ausgangspunkt war die Auseinandersetzung eines Tiers mit einer akuten Gefahrensituation, zum Beispiel der Begegnung mit einem Fressfeind oder einem innerartlichen Aggressor oder einer physischen Gefahr wie Waldbrand oder nur einem alarmierenden Geräusch etc. Das Tier muss dann in erhöhter Handlungsbereitschaft sein, was sowohl die Bereitschaft seiner Muskulatur und des Kreislaufs als auch seine zentralnervöse Aufmerksamkeit und Entscheidungsbereitschaft betrifft. Deshalb löst z. B. die Ausschüttung des Nebennierenhormons Adrenalin eine vegetative Wirkungskette aus, die letztlich den Blutdruck und den Blutzucker sowie den allgemeinen Muskeltonus erhöht.
Im Gehirn wird die relativ langsame Verarbeitung des Großhirns in seinem Einfluss zurückgedrängt, und schematische Entscheidungsmuster des Stammhirns werden mit Vorrang genutzt. Dies geschieht durch veränderte Ausschüttungsmuster von dämpfendem Serotonin und anregendem Noradrenalin in den betreffenden Gehirnteilen. Das Tier kann dann rascher, wenn auch mit größerer Fehlerquote, reagieren.
Bei der präzisen Einschätzung der Situation durch das Großhirn käme eine angemessene Reaktion in der akuten Gefahrensituation oft lebensgefährlich langsam zustande.
Aus diesem Grund erfolgt die anfängliche Feststellung einer Gefahrensituation vielfach nicht bevorzugt über das Großhirn, sondern über schematisierte Auslösemuster, auf welche evolutionsgeschichtlich alte Stammhirn-Mechanismen reagieren: plötzlicher Schall oder plötzlicher Wechsel der Helligkeit, schrille Laute (Schreie) etc. Solche Auslösemuster kommen im modernen Alltag vieler Menschen häufig vor. Sie werden dann unspezifische Stressoren genannt und erzeugen bei jedem Auftreten eine körperliche Reaktion auf die vermeintliche Gefahr (Fight-or-flight). Bei Langzeitstress werden noch weitere Stresshormone ausgeschüttet. Neben den klassischen Stresshormonen spielen in der Stressreaktion auch körpereigene Neuropeptide, wie Substanz P, Opioidpeptide u. a., eine Rolle. Steht ein Mensch dauerhaft unter Stress, kann es aufgrund der körperlichen Reaktionen zu gesundheitlichen Schäden kommen (Allgemeines Anpassungssyndrom).

## Stress beim Menschen

### Definition
Unter Stress versteht man die Beanspruchung (Auswirkung der Belastungen) des Menschen durch innere und äußere Reize oder Belastungen (objektive, auf den Menschen einwirkende Faktoren sowie deren Größen und Zeiträume). Diese können sowohl künstlich als auch natürlich, sowohl biotisch als auch abiotisch sein, sowohl auf den Körper als auch die Psyche des Menschen einwirken und letztlich als positiv oder negativ empfunden werden oder sich auswirken. Die Bewältigung der Beanspruchung ist von den persönlichen (auch gesundheitlichen) Eigenschaften und kognitiven Fähigkeiten der individuellen Person abhängig, der Umgang mit einer Bedrohung wird auch Coping genannt. Einsetzbare Verhaltensweisen sind z. B. Aggression, Flucht, Verhaltensalternativen, Akzeptanz, Änderung der Bedingung oder Verleugnung der Situation.

### Arten
Als „positiver Stress“ bzw. Eustress (Die griechische Vorsilbe εὖ (eu) bedeutet „wohl, gut, richtig, leicht“) werden diejenigen Stressoren bezeichnet, die den Organismus zwar beanspruchen, sich aber positiv auswirken. Positiver Stress erhöht die Aufmerksamkeit und fördert die maximale Leistungsfähigkeit des Körpers, ohne ihm zu schaden. Eustress tritt beispielsweise auf, wenn ein Mensch zu bestimmten Leistungen motiviert ist, dann Zeit und Möglichkeiten hat, sich darauf vorzubereiten oder auch wenn eine (ggf. auch längere oder schwere) Krisensituation oder Krankheit dennoch positiv angegangen, bewältigt (s. Bewältigungsstrategie) und überwunden werden kann. Im Resultat können sogar Glücksmomente empfunden werden. Eustress wirkt sich auch bei häufigem, längerfristigem Auftreten positiv auf die psychische oder physische Funktionsfähigkeit eines Organismus aus.
Stress wird erst dann negativ empfunden, wenn er häufig oder dauerhaft auftritt und körperlich und/oder psychisch nicht kompensiert werden kann und deshalb als unangenehm, bedrohlich oder überfordernd gewertet wird. Insbesondere können negative Auswirkungen auftreten, wenn die individuelle Person (auch durch ihre Interpretation der Reize) keine Möglichkeit zur Bewältigung der Situation sieht oder hat. Beispiele dafür sind Klausuren ohne Zeit oder Fähigkeit zum Lernen, eine trotz Ärztebesuch unklare oder nicht anerkannte Erkrankung (vgl. Semmelweis-Reflex), eine durch Lärm unerträgliche Wohnung ohne Möglichkeit zum Umzug, u. ä. In diesem Fall kann dauerhaft negativer Stress (auch Disstress oder Dysstress, englisch distress; die griechische Vorsilbe δύς (dys) bedeutet „miss-, schlecht“) gegebenenfalls durch geeignete Hilfen oder Stressbewältigungsstrategien verhindert werden.
Abiotische Stressfaktoren wären z. B. physikalischer Natur, etwa Kälte, Hitze, Lärm, Abgase sowie natürliche und künstliche Strahlungen. Zu letzteren zählen etwa starke und übermäßig lange Sonneneinstrahlung oder sonstige, etwa hochfrequente oder radioaktive oder elektromagnetische Strahlungen. Weiterhin toxische Substanzen, z. B. Weichmacher wie etwa Diethylhexylphthalat (DEHP) in PVC-Fußbodenbelägen oder Kinderspielzeug; (Zigaretten-)Rauch und die darin enthaltenen Stoffe; Belastungen des Trinkwassers; übermäßiger und regelmäßiger Alkoholkonsum; vitalstoffarme Ernährung oder die zunehmend in einer Vielzahl von Produkten und Anwendungsverfahren der Landwirtschaft (z. B. „Krautregulierung“ durch Glyphosate) angewandten – und dadurch in den menschlichen Körper aufgenommenen – Pestizide.
Biotische Faktoren wären beispielsweise Belastungen durch Krankheitserreger oder Tumoren, auch chronische und autoimmune Entzündungsprozesse, die jedoch wiederum durch die oben genannten abiotischen Faktoren (Stressoren mit Auswirkungen auf Zell-Stoffwechsel und Immunsystem) beeinflusst sind. Auf emotionaler Ebene können auch psychische Belastungen wie Mobbing, bestimmte eigene Einstellungen und Erwartungshaltungen eines Menschen oder z. B. seiner Eltern, und weiterhin Befürchtungen Stressoren sein (s. psychosoziale Stressfaktoren). Finanzielle Belastung ist ein solcher chronischer Stressor, ein tyrannischer Chef ein anderer. Gewisse Formen von Stress erkennen wir allerdings oft erst, wenn sich die Folgen zeigen. Dazu gehört soziale Isolation, wie viele ältere Menschen sie erleben.

### Wirkung
Stress ist also zunächst die Beanspruchung des Körpers durch solche Stressoren. Daraufhin erfolgt eine Reaktion und gegebenenfalls Anpassung des Körpers auf und an diese Faktoren, gegebenenfalls mit Hilfe von außen. Disstress führt zu einer stark erhöhten Anspannung des Körpers (Ausschüttung bestimmter Neurotransmitter und Hormone, z. B. Adrenalin und Noradrenalin, Aktivierung des Sympathicus) und auf Dauer zu einer Abnahme der Aufmerksamkeit und Leistungsfähigkeit. Stress bzw. Disstress wirkt erst dann schädigend auf den menschlichen Organismus, wenn Beanspruchung über den Bereich der nach seiner individuellen Physis und Psyche bzw. gesundheitlichen Verfassung möglichen Anpassung und Reparaturfunktionen (siehe z. B. DNA-Reparatur) des individuellen Menschen, bzw. dessen Organismus, hinaus (chronischer Stress/Einwirkungsdauer; Übermaß; gegebenenfalls multiple Faktoren) erfolgt.
In diesem Fall können o. g. Faktoren zur Beeinträchtigung des Stoffwechsels (siehe metabolischer Stress; oxidativer Stress) und somit zur generalisierten Beeinträchtigung von Heilungsverläufen oder (Immun-)Reaktionen auf Infektionen und Einwirkungen aller Art und/oder auf diese Weise auch vom Immunsystem ungehindert zu Zellmutationen, sprich Krebs, führen (s. medizinische Aspekte).

## Stresskonzeptionen

### Stimuluskonzept (stimulus based model)
Das Stimuluskonzept konzentriert sich auf bestimmte Bedingungen und Ereignisse. Innerhalb dieser Operationalisierung werden bestimmte Stimuli als Stressoren bezeichnet. Beispielsweise werden Zeitdruck, interpersonelle Konflikte und Unfälle als Stressoren bezeichnet (Sonnentag und Frese, 2003). Problematisch an diesem Ansatz ist, dass fast jedes Ereignis oder fast jeder Stimulus von einem Individuum als Stressor bezeichnet werden kann (Lehmann, 2012).

### Reaktionskonzept (response based model)
Das Reaktionskonzept fokussiert die physiologische Stressreaktion innerhalb eines Individuums bzw. auf spezifische physiologische Reaktionsmuster (Lehmann, 2012). Diese Konzeptualisierung hat den Nachteil, dass verschiedene Situationen die gleichen physiologischen Reaktionen hervorrufen können, welche außerdem durch das Coping (Gegenreaktionen des Individuums mit dem Ziel der Homöostase) des Individuums zusätzlich verändert werden können.

### Transaktionskonzept
In diesen Ansatz werden die zwei vorangegangenen Ansätze integriert. Die Art der Situation und die Reaktion des Individuums haben ebenso Einfluss auf die Definition von Stress. Stress resultiert diesem Ansatz zufolge aus einer Interaktion von Umwelt und Individuum, wobei ebenfalls die Erwartungen, Interpretationen und das Coping des Individuums berücksichtigt werden.
In der Stress-Forschung wurde dieser Ansatz gebraucht, jedoch wurden gleichzeitig bei der Messung von Stress auf verbale Aussagen oder die Messung von physiologischen Daten zurückgegriffen, wobei dies eigentlich eine Konzeption von Stress als Reaktion zu Grunde legen würde.
Lazarus und Folkmann definieren Stress als die Relation zwischen Mensch und Umwelt, welche das Individuum als seinem Wohlergehen wichtig erachtet und in der jedoch seine Ressourcen nicht ausreichen, um auf einen Stressor adäquat zu reagieren.

### Diskrepanzkonzept
Das Diskrepanzkonzept versucht Stress als Ungleichgewicht zwischen den Anforderungen der Umwelt und den Ressourcen oder Ansprüchen des Individuums zu operationalisieren. Carver definiert Stress als Diskrepanz zwischen der Umwelt und den Stressoren und den Ressourcen des Individuums.
Semmer definiert Stress als subjektiv wahrgenommenes physiologisches Unwohlsein (State) durch Anspannung, welches daher rührt, dass das Individuum befürchtet, nicht fähig zu sein, den aversiven Stimuli adäquat zu begegnen. Mit dieser Definition werden die negativen Qualitäten von Stress betont (Lehmann, 2012).

## Von Konzeptionen von Stress zu Modellen für die Forschung
Konzeptionen bzw. damit zusammen hängende Definitionen von Stress können in einem weiteren Schritt in konkretere Modelle transferiert werden (Lehmann, 2012). Modelle versuchen den Stressprozess, die Stress-Reaktionen und die Zusammenhänge zwischen den Stressoren und der Beanspruchung zu erklären und stellen so die Grundlage für empirische Forschung dar (Lehmann, 2012).
Es gibt eine Vielzahl an Modellen (Kahn & Byosiere, 1992, zitiert nach Sonnentag und Frese, 2003), welche sich entweder auf den Prozess der Entstehung von Stress als solches konzentrieren, oder die Beziehung von einer Konfiguration verschiedener Stressoren und den damit zusammenhängenden Belastungen zu erklären versuchen.

### Psychosoziale Stress-Faktoren
Schwerwiegende Lebensereignisse, die bei Menschen Stress auslösen können, sind insbesondere der Tod eines nahen Mitmenschen und die Trennung durch eine Ehescheidung. Weitere Stress-Faktoren sind:
- chronische Konflikte in der Paarbeziehung
- Zeitmangel, Termindruck
- Lärm
- Geldmangel, Armut, Schulden, Überschuldung
- fehlende Gestaltungsmöglichkeiten, mangelndes Interesse am Beruf und in der Freizeit
- große Verantwortung
- Mobbing am Arbeitsplatz, Mobbing in der Schule, Mobbing im Alltag
- Schichtarbeit (bewirkt eine Störung des Schlaf-Wach-Rhythmus und gesundheitliche Probleme)
- Ständige Konzentration auf die Arbeit (zum Beispiel bei Fließbandarbeit)
- Furcht, nicht zu genügen (Versagensangst)
- Perfektionismus (überhöhte Ansprüche an sich selbst und an andere)
- Soziale Isolation, Verachtung und Vernachlässigung
- Schlafentzug
- Reizüberflutung
- Krankheiten und Schmerzen, eigene und die von Angehörigen
- Seelische Probleme, unterschwellige Konflikte
- Schwerwiegende Ereignisse (beispielsweise ein Wohnungseinbruch, eine Operation, eine Prüfung)
- auch (unausgleichbare) Unterforderung, Langeweile und Lethargie
- Überforderung durch neue technische Entwicklungen (Technikstress, Technostress)
- Überforderung durch soziale Interaktion
- Stress durch die Bedrohung des Selbst (eigenes Scheitern oder die Respektlosigkeit anderer)

Gesundheitsschädlicher Arbeits-Stress lässt sich nach dem Job-Demand-Control-Modell von Robert Karasek sowie nach dem von Johannes Siegrist entwickelten Modell einer Gratifikationskrise charakterisieren.
Siehe auch Abschnitt: Stress durch die Bedrohung des Selbst

### Stressreaktionen
Typische Stress-/Panik-/Krisen-Reaktionen bei:
- Erwachsenen (Schwerpunkte)
  - Gehirn: Abbau von Gehirnmasse, Einschränkung der emotionalen Ebene, Durchblutungsstörungen im Gehirn,
  - Gefühle: Traurigkeit, Verlustangst, Ärger, Schuld, Vorwürfe, Angst, Verlassenheit, Müdigkeit, Hilflosigkeit, „Schock“, Jammern, Taubheit, Leere, Hoffnungslosigkeit, Deprivation, Demütigung, Steigerung des aggressiven Verhaltens, Bewegungsdrang, Gereiztheit, emotionsloses Denken,
  - Kognition: Ungläubigkeit, Verwirrung, Vorurteile, Konzentration, Halluzinationen, Depersonalisation, Vergesslichkeit,
  - körperlich: Schwitzen, Übelkeit, Enge in Kehle und Brust, Übersensibilität bei Lärm, Atemlosigkeit, Muskelschwäche, Verspannung von Muskeln, Mangel an Energie, trockener Mund, Magen- und Darmprobleme, zeitbedingte Impotenz, Haarausfall, schlechtes Hautbild, rötliche Augen, verminderte Mimik, Herzstechen, Hörsturz, Gelenkschmerzen, Hautausschlag, Schwächung des Immunsystems, Magnesium- und Kalziummangel,[11] langfristige Störung des Verdauungsprozesses sowie erhöhtes Risiko für Bluthochdruck, Schlaganfall und Herzinfarkt (siehe auch Abschnitt Medizinische Aspekte),
  - Verhalten: Verminderte Kreativität, Schlafstörungen, Appetitlosigkeit, Geistesabwesenheit, sozialer Rückzug, Träume über das Ereignis, Vermeidung von Nähe zu Tatort oder ähnlichen Situationen, Seufzen, Aktivismus, Weinen, Hüten von „Schätzen“.
- Kindern und Jugendlichen im
  - Alter von 1 bis 5:
    - Daumenlutschen, Bettnässen, Dunkelangst, Angst vor Tieren, Klammern, Nachtangst, Harninkontinenz, Stuhlinkontinenz, Verstopfung, Stottern/Stammeln, Appetitlosigkeit oder Heißhunger, Schwitzen.

  - Alter von 5 bis 11:
    - Irritiert sein, Jammern, Klammern, Aggressivität, Geschwisterrivalität, Alpträume, Dunkelangst, Schulangst, Fingernägel kauen, sozialer Rückzug von Gleichaltrigen, Interesselosigkeit, Konzentrationsmangel, Schwitzen.

  - Alter von 11 bis 14:
    - Schlafstörungen, Essstörungen, Rebellion daheim, mangelndes Interesse an Aktivitäten Gleichaltriger, Schulprobleme (z. B. Gewaltneigung, Rückzug, Interesselosigkeit, Mittelpunktsstreben), physische Probleme (z. B. Kopfweh, undefinierbare Schmerzen, Hautprobleme, Verdauungsprobleme, sonstige psychosomatische Beschwerden), Schwitzen.

  - Alter von 14 bis 18:
    - Psychosomatische Beschwerden, Störungen des Appetits und des Schlafes, hypochondrische Reaktionen, Durchfall, Verstopfung, Menstruationsbeschwerden, Steigerung oder Senkung des Energielevels, sexuelles Desinteresse, Abnahme von Durchsetzungskämpfen mit Eltern, Konzentrationsmangel, Schwitzen.

### Stress-Sensibilisierung
Einflüsse wie Angst oder Stress können zu einer Sensibilisierung für den Stress führen. Nach einer erfolgten Sensibilisierung löst dann ein Stressor eine stärkere Stressreaktion aus als zuvor. Eine Stress-Sensibilisierung entsteht zum Beispiel bei Traumatisierung, etwa bei einer posttraumatischen Belastungsstörung.

### Stress in der Schwangerschaft und pränataler Stress
Erlebt eine Schwangere Stress, so wirkt dieser auch auf das ungeborene Kind ein und beeinflusst seine Entwicklung. Pränataler Stress gilt als Risikofaktor für exzessives Schreien im 3. bis 6. Lebensmonat und für eine spätere Neigung des Kindes zu ängstlichen Reaktionen. Als Ursache vermutet man erhöhte Stresshormonkonzentrationen. Allgemeiner gesprochen gelten eine Depression, Ängste und Stress während der Schwangerschaft als Risikofaktoren für die Entstehung emotionaler und kognitiver Symptome beim Kind. Umgekehrt korrelieren positive Lebenserlebnisse während der Schwangerschaft mit einer verringerten Konzentration des Stresshormons Cortisol im dritten Schwangerschaftstrimester.

### Dynamik von Stress und Erholung
Die Erholungsforschung betrachtet Erholung als »intentional gesteuerten Prozess, der die aktive Auseinandersetzung einer Person mit ihrer Umwelt ebenso umfasst, wie die grundsätzliche Kontrollierbarkeit des Erholungsprozesses« (Almer, 1996). In ihrem Zentrum steht die komplexe Interaktion zwischen Belastung und Erholung.
Die wichtigsten Zusammenhänge skizziert Eichhorn (2006):
1. Art und Dauer der Belastungsphase strahlen in die Erholungsphase aus. Je länger und stärker die Belastungsphase dauert, umso länger dauert es, bis man sich davon erholt und wieder fit in die nächste Belastungsphase hineingehen kann.
2. Nach einem stressigen Arbeitstag fühlt man sich einerseits innerlich überdreht und angespannt, andererseits energie- und kraftlos. Im Extremfall hat man zu nichts mehr Lust. Fachleute sprechen von low-effort-activities, also Aktivitäten, die keine große Anstrengung erfordern. Ungünstig an ihnen ist: Sie sind kaum erholsam.
3. Belastung addiert sich auf. Ist man morgens um acht Uhr noch relativ locker, sieht es um elf oder fünfzehn Uhr schon wieder ganz anders aus. Das kann sogar dazu führen, dass man die nächste Belastungsphase nicht optimal erholt antritt, wenn beispielsweise Stress sogar die Qualität und Quantität des Schlafs beeinträchtigt. Dann ist man auch schneller wieder überlastet und benötigt in der Folge eine noch längere Erholungsphase. So kann sich ein gefährlicher Kreislauf hochschaukeln.

Ein etabliertes Verfahren zur Analyse des Beanspruchung- und Erholungszustands ist der Erholungs-Belastungsfragebogen (EBF; Kallus, 1995). Den EBF gibt es inzwischen auch in einer sportsspezifischen (EBF-Sport; Kallus & Kellmann, 2000) und einer arbeitsspezifischen (EBF-work; Kallus & Jimenez, 2008) Version. Der EBF-work findet häufig Anwendung im Betrieblichen Gesundheitsmanagement bzw. in Projekten der Betrieblichen Gesundheitsförderung.

### Stressvermeidung
Vor der Stressbewältigung steht die aktive Vermeidung krankmachenden Stresses mit professionellen Problemlösungen. Neben auf den einzelnen Mitarbeiter bezogenen individuellen Ansätzen stehen kollektive Ansätze, die strukturelle Stresserzeugung in Betrieben ausschalten sollen.
Im Bereich des Arbeitsstresses mussten Betriebsräte zunehmend Kompetenz aufbauen, die bei der Bewertung der Ressourcenausstattung von Projekten und der Arbeitsgestaltung eingesetzt wird. Unterstützung bieten auch Gewerkschaften, Berufsverbände und Beratungseinrichtungen. Gesetzliche Grundlage zum Schutz von Arbeitnehmern gegen arbeitsbedingte Erkrankungen ist insbesondere das Arbeitsschutzgesetz im Zusammenwirken mit dem Betriebsverfassungsgesetz.
Die Erfassung von krankmachendem oder tödlichem Stress wirft automatisch Haftungsfragen auf. Das erschwert Messung und Vermeidung. Besonders motiviert bei der problemlösungsorientierten Stressforschung sind Krankenkassen und Berufsgenossenschaften, da durch Stress ausgelöste psychische Erkrankungen erhebliche Kosten verursachen.
Weitere Ansatzpunkte bieten die Gestaltung der Arbeits- und Lernumgebung, da auch hier psychophysiologische Wirkungen bekannt sind: bei einer Vergleichsstudie des Joanneum-Instituts an einer österreichischen Schule ergab sich ein deutlicher, u. a. die Herzfrequenz senkender Effekt auf diejenigen Schüler, die in holzverkleideten Klassenzimmern unterrichtet wurden. Ebenso sank die von den Lehrern empfundene soziale Beanspruchung durch die Schüler.

### Kosten
Stress am Arbeitsplatz und psychische Folgebelastungen schlagen sich auch in der Frühberentungsstatistik nieder. Einer Berechnung der DRV Bund (2008) zufolge ist die Zahl der mit psychischen Störungen und hauptsächlich mit Angst, Depression und sonstigen Stressfolgen begründeten Frühberentungen zwischen 1993 und 2006 kontinuierlich angestiegen. Inzwischen haben diese Frühberentungen mit einem Anteil von über 30 % den Spitzenplatz unter den deklarierten Ursachen des vorzeitigen Ruhestands erklommen.
2007 klagten in der regelmäßigen Schweizer Gesundheitsbefragung zwei Drittel der Erwerbstätigen über Stress und Zeitdruck am Arbeitsplatz. 41 % bejahten starke nervliche Anspannungen. Die Folgekosten werden auf jährlich 4,2 Milliarden Franken geschätzt. In den USA gaben laut „Brain Facts 2003“ 60 % der befragten Erwachsenen an, wenigstens einmal die Woche unter einer ausgeprägten Stressbelastung zu stehen. 60 % der Gesundheitsprobleme, derentwegen erwachsene US-Amerikaner einen Arzt aufsuchen, sind durch Stress ausgelöst oder damit assoziiert. Der durch Stress verursachte volkswirtschaftliche Schaden – stressbedingte Arbeits- und Produktionsausfälle sowie Ausgaben im Gesundheitssystem – wird auf jährlich 300 Milliarden US $ geschätzt.
In einer weiteren Studie von Grebner, Berlowitz, Alvaro und Cassina (2010) wurde festgestellt, dass 34,4 Prozent der Schweizer Arbeitnehmer angeben, häufig bis sehr häufig Stress am Arbeitsplatz ausgesetzt zu sein. Dies entspricht einer Zunahme von 30 Prozent im Vergleich zum Jahr 2000.

## Messung von Stress
Aufgrund des Facettenreichtums von Stress (z. B. akut versus chronisch, mental versus physisch, aktives Coping versus passives Coping) ist die Messung und Bewertung von Stress ein komplexes Thema. Für klinische und laboratorische Untersuchungen existieren drei Strategien: Die Beantwortung von Fragebögen zur Erfassung psychometrischer Variablen, die Messung von Biosignalen zur Ableitung von Vitalparametern und die Entnahme von Körperproben zur bioanalytischen Ermittlung von chemischen Biomarkern.

### Fragebögen
Psychologische Fragebögen erfassen spezifische Variablen, wie belastende Lebensereignisse, subjektive Belastung oder Stressbewältigung. Es gibt dementsprechend verschiedene psychologische Fragebögen:
- TICS – Trierer Inventar zum chronischen Stress[28]
- EBF – Erholungs-Belastungs-Fragebogen[27]
- PSQ – Perceived Stress Questionnaire[27]
- SVF 120/84/78/42 – Stressverarbeitungsfragebögen[29]
- TBB – Tagebuch zur Erfassung alltäglicher Belastungen und deren Bewältigung[30]
- ABF – Alltagsbelastungsfragebogen[27]
- ATE – Fragebogen zur Erfassung emotional relevanter Alltagsereignisse[27]

### Biosignale und Vitalparameter
Die Messung von Vitalparametern begründet sich in der Aktivierung des autonomen Nervensystems (Sympathikotonus steigt, Parasympathikotonus sinkt). Diese Aktivierung verändert die Aktivität zahlreicher Organe, beispielsweise schlägt das Herz schneller, kontrahieren die Gefäßmuskeln und sekretieren die Schweißdrüsen verstärkt. Biosignale dienen der Vermessung der Organaktivität (z. B. mittels Elektrokardiographie) und aus einem Biosignal lassen sich meist mehrere Vitalparameter ableiten (z. B. Herzrate aus dem Abstand der R-Zacken im Elektrokardiogramm). Dementsprechend zeigen Vitalparameter wie Herzrate, systolischer und diastolischer Blutdruck, mittlere tonische Hautleitfähigkeit und Anzahl phasischer Aktivierungen der Hautleitfähigkeit Veränderungen des menschlichen Zustands an (die genannten Parameter steigen unter Stress). Zahlreiche Biosignale und Vitalparameter wurden zur Beurteilung von Stress vorgeschlagen, eine Übersicht findet sich hier. Vorteil dieser Strategie ist die hohe zeitliche Auflösung der Messungen. Das Anlegen von Sensoren und Elektroden und die damit verbundene Kabelführung erschweren allerdings die Messung von Biosignalen im Alltag.

### Chemische Biomarker
Für die Bewertung von Stress mit chemischen Biomarkern ist die Entnahme von Körperproben erforderlich (Gewebe, Blut, Urin, Haare, Speichel). Die Körperproben lassen sich mit Verfahren der Bioanalytik wie Immunoassays labortechnisch analysieren. Beispiele für chemische Biomarker sind die Konzentration von Kortisol oder Alpha-Amylase im Speichel. Im Gegensatz zu Vitalparametern aus Biosignalen entfalten sich chemische Konzentrationen eher träge. Für eine Messung sind mehrere Proben über die Zeit erforderlich, wobei chemische Biomarker auch natürlichen Schwankungen unterliegen (z. B. zirkadiane Rhythmik bei Kortisol). Die Bioanalytik ist verhältnismäßig kostspielig und Lagerung sowie Transport der Proben erfordern spezielle Prozesse (z. B. Kühlung von Speichelproben bei −20 °C).

## Stressbewältigung, Therapie
Ausgangspunkt für Stressbewältigungstechniken sind das transaktionale Stressmodell und die Theorie der Ressourcenerhaltung. Man unterscheidet zwischen problembezogenen und emotionsbezogenen Bewältigungsstrategien (englisch Coping).
Wenn Stress auf einem Konflikt beruht, kann dieser geklärt und gelöst werden.
Stress aufgrund unbewältigter Konflikte zeigt sich in kognitiven, emotionalen, muskulären, vegetativ-hormonellen und sozialen Reaktionen. Entsprechende Stressbewältigungstechniken dämpfen die Stressreaktionen bzw. versuchen, diese erst gar nicht entstehen zu lassen. Beispiele: Autogenes Training, Biofeedback, Neurofeedback und Mindmachine, Feldenkrais-Methode, Progressive Muskelrelaxation (PMR), Focusing, Sophrologie oder Achtsamkeitsbasierte Stressreduktion, Verinnerlichung von problem- bzw. emotionsorientierten Bewältigungsformen wie bei der Wahrnehmungslenkung oder positiven Selbstinstruktion, gruppenbezogene Bewältigungsstrategien wie Suche nach Unterstützung, Teambildung, rücksichtsvolles Verhalten oder aggressiv-antisoziales Coping, abgebildet im multiaxialen Copingmodell. Auch westliche angepasste Methoden aus Indien, China oder Japan, wie z. B. Qigong, Yoga oder Reiki können angewandt werden. Durch körperliche Betätigung wie im Sport (v. a. Ausdauersport wie Schwimmen, Radfahren, Joggen …) kann Stress schneller vom Körper abgebaut werden.
Nur fünf Minuten Bewegung in grüner Umgebung bessern die Laune und das Selbstwertgefühl bemerkenswert gut und lindern Stress. Dies ergab eine Metaanalyse von zehn Studien mit 1250 Probanden.

## Medizinische Aspekte

### Risiken
Stress wirkt sich auf die Psyche sowie auf die Befindlichkeit des Körpers aus. Es kann zu leichten und schweren Krankheiten kommen. Besonders gut untersucht ist der Effekt von emotionalem Stress auf den Ausbruch von Erkältungskrankheiten, AIDS, Herpes labialis und Problemen mit dem Magen-Darm-Trakt wie z. B. Verdauungsbeschwerden.
Etliche Studien haben die physiologischen Effekte sogenannter Stresshormone belegt, wobei insbesondere die wechselseitigen Beziehungen von Hypophyse und Nebennieren bei Stress im Sinne von Selye eine Rolle spielen. So kommt es bei Stress zu einer erhöhten Konzentration von Adrenalin, Noradrenalin oder Cortisol im Blut (siehe auch psychophysiologische Aktivierung, Reaktivität und Reaktionsmuster). Dies zieht langfristig Schäden an den Blutgefäßen nach sich. Durch eine Schutzreaktion des Körpers auf Stress kann es zu einer unnatürlichen muskulären Anspannung kommen (Dysponesis), was durch eine Chronifizierung z. B. auch zu Rückenschmerzen führen kann. Es kann durch Stress zu Zähneknirschen (Bruxismus) kommen, wodurch eventuell die Zähne Schaden nehmen.
Stress erhöht das Risiko für Sehverlust, und umgekehrt trägt ein Sehverlust zu Stress bei. Stress erhöht auch das Risiko für die netzhautbedingte Sehstörung Retinopathia centralis serosa. Stress kann zu einem erhöhten Prolaktinspiegel (Hyperprolaktinämie) führen und einem damit einhergehenden erhöhten Risiko für Mastitis.
Verschiedene Studien deuten darauf hin, dass psychosozialer Stress wohl ein Risikofaktor für Herzkrankheiten ist. Eine spezielle Art des Stresses, das „Lampenfieber“, kann – je nach Stärke – positiv oder negativ wirken.

### Möglicher Nutzen
Bei Mäusen, die sich sozialen geistigen und körperlichen Herausforderungen stellen müssen, wachsen Tumoren deutlich langsamer oder schrumpfen sogar. Diesen Effekt haben Wissenschaftler für kolorektales Karzinom und malignes Melanom im Tiermodell nachgewiesen. So fielen die Tumoren bei Mäusen, die in Gruppen von 20 Artgenossen zusammenlebten und Spielzeug, Laufräder und Versteckmöglichkeiten zur Verfügung hatten, deutlich kleiner aus als die Geschwulste von Tieren, die nur zu fünft beherbergt waren und weniger Anregungen erhielten. Bei nahezu jeder fünften Maus der ersten Gruppe hatte sich der Tumor nach sechs Wochen sogar zurückgebildet.
Körperliche Betätigung allein vermochte das Krebswachstum aber nicht zu hemmen: Die Aktivitäten mussten nachweislich leichten Stress hervorrufen. Dieser drosselte die Ausschüttung von Leptin aus dem Fettgewebe. Das Hormon, das im Körper eigentlich als eine Art Appetitzügler fungiert, fördert offenbar auch das Krebswachstum. So vergrößerten sich die Geschwulste von Mäusen, wenn die Forscher ihnen Leptin verabreichten. Im Gegensatz dazu hatten Tiere, deren Leptinproduktion künstlich blockiert wurde, deutlich kleinere Tumoren als ihre Artgenossen. Vielleicht sei es auch für krebskranke Menschen – so die Autoren – nicht empfehlenswert, jeglichen Stress zu vermeiden.

### Stress durch die Bedrohung des Selbst
Eine Reihe von Stressfaktoren ist in der organisationellen Stressforschung bereits anerkannt und etabliert; jedoch kann diese Liste nicht als komplett angesehen werden. Der Selbstwert wurde bisher in wissenschaftlichen Untersuchungen zu Stress vor allem als Ressource oder als abhängige Variable untersucht. Das theoretische Framework „Stress as Offence to Self“ (SOS-Konzept), welches von Semmer und seiner Arbeitsgruppe an der Universität Bern erstellt wurde, rückt die Bedrohung des Selbst als Ursache von Stress in das Zentrum des Stressprozesses.
Als zentrale Elemente beinhaltet das SOS-Konzept entweder Stress durch eine Bedrohung des Selbst aufgrund eines eigenen Scheiterns (SIN) oder durch die Respektlosigkeit anderer Personen (SAD). Die Bedrohung des Selbst durch Respektlosigkeit beinhaltet wiederum Bedrohungen des Selbst durch illegitime soziale Handlungen, illegitime Aufgaben oder illegitime Stressoren.